# 马茨·希尔斯特伦
马茨·希尔斯特伦（瑞典語：Mats Kihlström，1964年1月3日—），瑞典男子冰球运动员，1981年开始职业生涯。他曾代表瑞典参加1988年冬季奥林匹克运动会冰球比赛，获得一枚铜牌。